# 5족 원소

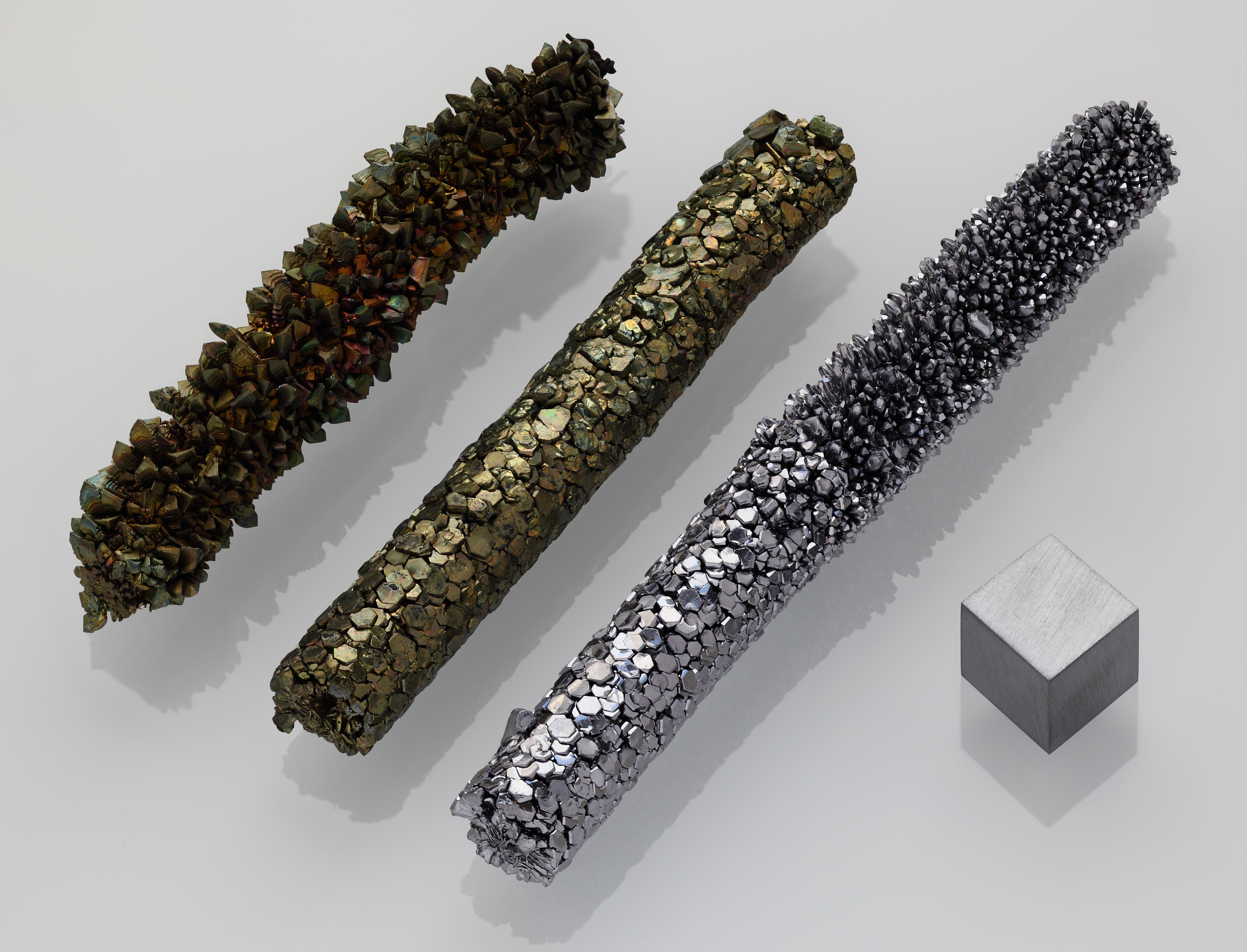

5족 원소는 주기율표의 다섯 번째 족에 속하는 화학 원소이다.
| 주기 | 원소 이름 | 원소 기호 (번호) | 원자 질량   | 녹는점 (K) | 끓는점 (K) | 전기음성도 |
| 4    | 바나듐    | V (23)           | 50.9415(1)  | 2183       | 3680       | 1.63       |
| 5    | 나이오븀  | Nb (41)          | 92.90638(2) | 2750       | 5017       | 1.6        |
| 6    | 탄탈럼    | Ta (73)          | 180.9479(1) | 3290       | 5731       | 1.5        |
| 7    | 더브늄    | Db (105)         | (262)       | ?          | ?          | ?          |